# وینستن پیترز
وینستن پیترز (انگلیسی: Winston Peters؛ زادهٔ ۱۱ آوریل ۱۹۴۵) سیاست‌مدار اهل نیوزیلند است.